# Angelonia linarioides
Angelonia linarioides är en grobladsväxtart som beskrevs av Paul Hermann Wilhelm Taubert. Angelonia linarioides ingår i släktet Angelonia och familjen grobladsväxter. Inga underarter finns listade i Catalogue of Life.